# Gare de Tchassiv Iar
La gare de Tchassiv Iar est une gare du Réseau ferré de Donestk, elle est située en Ukraine dans l'oblast de Donetsk.

## Situation ferroviaire
Sur la ligne gare de Kramatorsk - gare de Stoupky.

## Histoire
Elle a été ouverte en 1878. 
La gare est touchée par des missiles russes lors du bombardement de Tchassiv Iar le 9 juillet 2022.

### Accueil

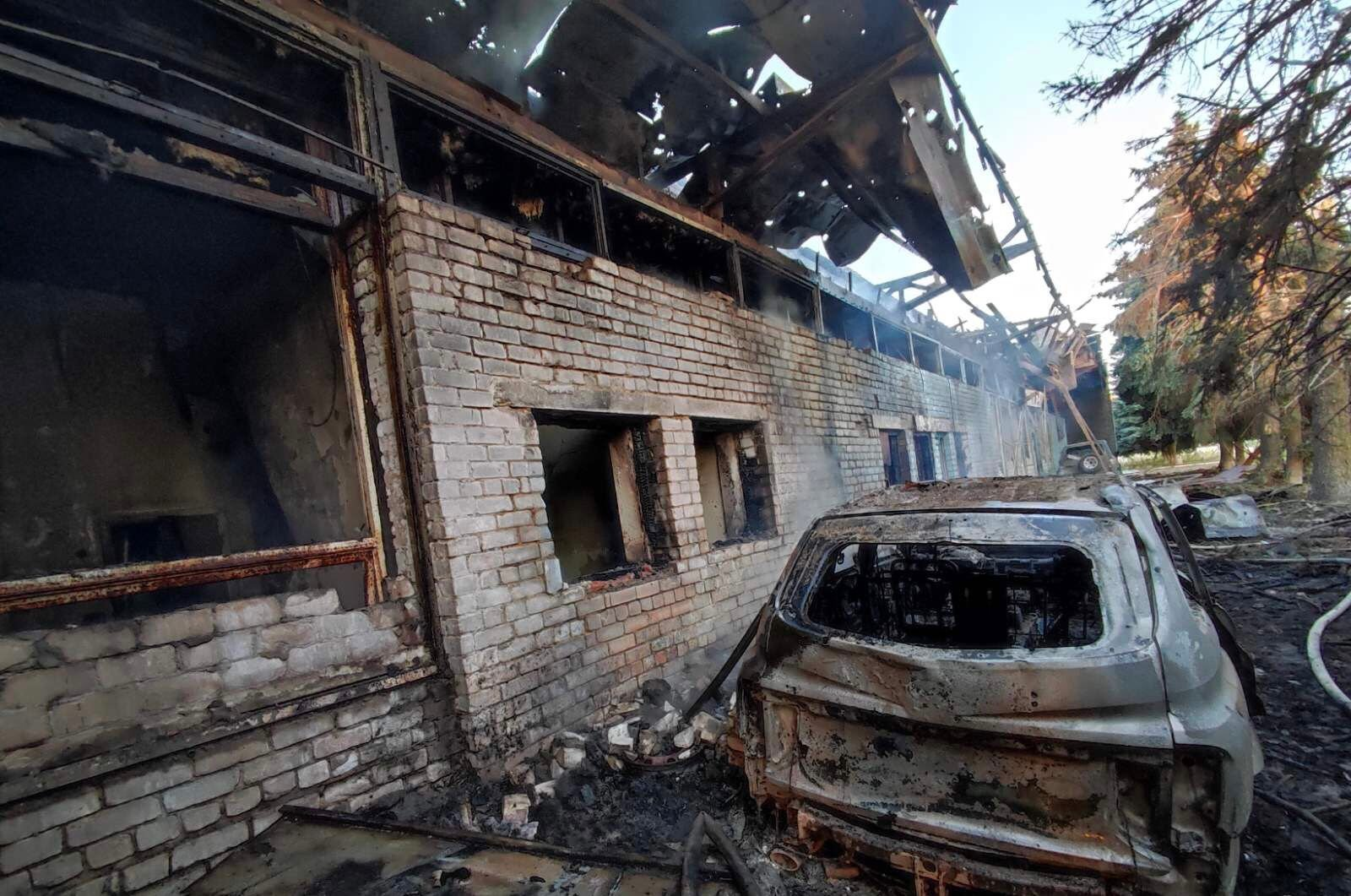
En 2023.